# HD 213930
HD 213930 è una stella  della costellazione della Lucertola, situata nella parte settentrionale della costellazione, situata 15 primi a Sud, in declinazione, dal confine con la costellazione di Cefeo.
Dista circa 340 anni luce.
È una variabile irregolare con oscillazioni di magnitudine di piccola ampiezza, fra 5,8 e 6,8, con periodicità circa annuale.
La stella è una gigante gialla ( che quindi ha abbandonato la sequenza principale), di magnitudine apparente +5,73,  quindi visibile ad occhio nudo solo in mancanza di inquinamento luminoso che possiede una temperatura superficiale di 5000-6000 gradi K.